# Eutechnyx
Eutechnyx Limited (anteriormente Zeppelin Games Limited, hasta 1994, y Merit Studios (Europe) Limited, hasta 1997) es un desarrollador de videojuegos británico con sede en Newcastle upon Tyne, Inglaterra. Desde 1997, la compañía se ha centrado en videojuegos de carreras. Son conocidos por su videojuego en gran medida, Ride to Hell: Retribution, trabajan con la franquicia NASCAR, y como desarrollador en varios otros juegos y títulos de carreras.

## Historia

### Zeppelin Games (1987–1994)
El fundador de la compañía, Brian Jobling, comenzó a crear juegos para las computadoras personales Atari 800, ZX Spectrum y Commodore 64 en casa a principios de la década de 1980 a los 14 años. Con el dinero que ganó, comenzó la compañía, Zeppelin Games, en noviembre de 1987 cuando tenía 17 años.
Zeppelin Games produjo una gran cantidad de juegos para varios sistemas informáticos domésticos, entre ellos Atari 8-bit family, Commodore 64, ZX Spectrum, Atari ST y Amiga ya principios de los 90 también estaban haciendo juegos para PC y consolas como Mega Drive/Genesis y SNES. Juegos populares incluidos Jocky Wilson's Darts Challenge, International Tennis, Universal Warrior y Sink or Swim. También trabajaron con el editor Codemasters para producir los dos primeros juegos de Micro Machines y Pete Sampras Tennis.
La compañía, siendo principalmente una editorial de presupuesto, operaba varias etiquetas para diferentes rangos de precios; entre ellos estaban Cognito e Impulze para lanzamientos a precio completo, Zeppelin Premier y Zeppelin Platinum.

### Merit Studios Europe (1994–1996)
La compañía fue adquirida por la compañía estadounidense Merit Studios, Inc. en 1994 y se hizo conocida como Merit Studios Europe. Además de desarrollar sus propios juegos, la compañía también fue responsable de la comercialización y distribución de los juegos estadounidenses de Merit en Europa.

### Eutechnyx (1996–presente)
La compañía se convirtió en Eutechnyx en 1996. Después de obtener el estado de desarrollador y editor registrado para Sony PlayStation, los directores compraron la compañía a Merit con la ayuda de las editoriales francesas Infogrames . Esto comenzó un acuerdo de 3 años con Eutechnyx que se desarrolló exclusivamente para Infogrames en las plataformas PlayStation y  PC. El final de este acuerdo significó que a partir del 2000, la compañía se convirtió en un desarrollador totalmente independiente y actualmente lanza juegos en muchos formatos para compañías editoriales como Electronic Arts y Namco. Desde 1996, la compañía se ha especializado en juegos de conducción y carreras de muchos tipos, incluidos títulos con licencia como James Bond 007, Max Power, Cartoon Network y The Fast and the Furious.
A partir de 2009, Eutechnyx tenía estudios en Gateshead, Inglaterra, Hong Kong, Chengdu y en Estados Unidos. Empleó a casi 200 personas.
Después del fracaso de Ride to Hell: Retribution, el estudio de Londres se cerró en junio de 2013. En junio de 2013, varios empleados fueron prestados a Ubisoft Reflections y en febrero de 2014, se anunció una reestructuración, con la pérdida de 12 empleos, llevando el personal a 130.
En 2012, la compañía hermana ZeroLight se formó en las oficinas de Gateshead, para aplicar la tecnología de renderizado en tiempo real desarrollada para juegos de carreras en salas de exposición y configuradores en línea para fabricantes de automóviles.
En octubre de 2013, Darren Jobling reemplazó a su hermano Brian como CEO, para asumir un papel más activo en el desarrollo, con Brian convirtiéndose en presidente ejecutivo.
En julio de 2014, nuevamente después del fracaso de Warhammer 40k Storm of Vengeance, luego de otra reestructuración, se perdieron 19 miembros adicionales del personal.
En julio de 2015, después de los resultados comercialmente decepcionantes del ambicioso juego de carreras multijugador en línea, ACR, se realizaron 8 despidos adicionales, y se anunció que algunas de las 22 personas se agregaron a la empresa hermana ZeroLight, y se trasladaron de Eutechnyx.
En septiembre de 2016, Zerolight cruzó el río desde la oficina de Gateshead de Eutechnyx hasta LiveWorks, en el muelle de Newcastle upon Tyne.

## Videojuegos

### como Zeppelin Games
- 1988 Zybex (C64, ZX, Atari 8 Bit)
- 1988 Draconus (C64, ZX, Atari 8 Bit)
- 1988 Las Vegas Casino (C64, ZX, CPC, Atari 8 Bit)
- 1988 Speed Ace (Atari 8 Bit)
- 1989 Jocky Wilson's Darts Challenge (C64, ZX, CPC, Atari 8 bit, Amiga)
- 1989 Kenny Dalglish Soccer Manager (C64, ZX, CPC, Atari 8 Bit, Amiga, Atari ST)
- 1989 Living Daylights (The) (Atari 8 Bit - re-release from Domark)
- 1989 Mirax Force (Atari 8 Bit - re-release from Tynesoft)
- 1989 Mountain Bike Racer (C64, ZX, Atari 8 bit, MSX)
- 1989 Ninja Commando (C64, ZX, CPC, Atari 8 Bit)
- 1989 Phantom (Atari 8 Bit - relanzamiento de Tynesoft/Micro Value)
- 1989 Sidewinder (Atari 8 Bit - relanzamiento de Futureware)
- 1990 Fantastic Soccer (C64, Atari 8 Bit)
- 1990 Fantastic American Football (ZX)
- 1990 Edd The Duck! (C64, ZX, CPC, Amiga, Atari ST)
- 1990 World Soccer (C64, ZX, CPC, Atari 8 Bit)
- 1990 Arcade Fruit Machine (C64, ZX, CPC, Atari 8 bit, Amiga, Atari ST, PC)
- 1990 Blinky's Scary School (C64, ZX, Atari 8 bit, Amiga, Atari ST)
- 1990 Cavernia (Atari 8 Bit)
- 1990 Santa's Xmas Caper (C64, ZX, CPC, Amiga)
- 1991 Jocky Wilson's Compendium of Darts (C64, ZX, Atari 8 bit, Amiga, Atari ST)
- 1991 Stack Up (ZX, Atari 8 bit, Amiga, Atari ST, PC)
- 1991 Tai-Chi Tortoise (C64, ZX)
- 1991 Titanic Blinky (C64, ZX, CPC, Amiga, Atari ST)
- 1991 Sharkey's Moll (ZX, CPC, Amiga, Atari ST)
- 1991 Mission Shark (Atari 8 Bit - importado del desarrollador polaco LK Avalon Misja)
- 1991 Fred (Atari 8 Bit - importado de LK Avalon)
- 1991 F1 Tornado (C64, ZX, CPC, Amiga, Atari ST)
- 1992 Arnie (C64, Amiga)
- 1992 Edd The Duck 2: Back with a Quack (Amiga)
- 1992 American Tag-Team Wrestling (ZX, CPC, Amiga)
- 1992 International 5-A-Side (C64, ZX)
- 1992 International Truck Racing (C64, Amiga, Atari ST)
- 1992 International Tennis (C64, ZX, Amiga, PC)
- 1992 International Athletics (PC)
- 1992 Match Of The Day (C64, ZX, Amiga, Atari ST)
- 1992 Graeme Souness Soccer Manager (C64, ZX, Amiga, Atari ST, PC)
- 1992 Carnage (C64, Amiga, Atari ST, DOS)
- 1993 Fist Fighter (C64, Amiga)
- 1993 Arnie 2 (C64, Amiga, PC)
- 1993 World Rugby (C64, ZX)
- 1993 Universal Warrior (Amiga)
- 1993 Sink or Swim a.k.a. S.S. Lucifer: Man Overboard (Amiga, PC, SNES, MD)
- 1994 International Soccer (Amiga, PC)

### como Merit Studios Europe
- 1994 The Machines (PC) Un port revisado de Universal Warrior
- 1995 Frankenstein: Life or Death (PC) Desarrollado por Junkyard
- 1996 CyberJudas (DOS) Publicado por Merit Studios, desarrollado por D.C. True. Sucesor de Shadow President.
- 1996 Bud Tucker in Double Trouble (PC)

### como Eutechnyx
- 1997 Total Drivin (PS1)
- 1998 Motor Mash (PS1, PC)
- 1998 Max Power Racing a.k.a. C3 Racing: Car Constructors Championship (PS1)
- 1999 Le Mans 24 Hours (PS1, PC)
- 2000 007 Racing (PS1)
- 2000 TNN Hardcore TR (PS1) US only release.
- 2001 F1 World Grand Prix 2000 (PS1, PC)
- 2002 Big Mutha Truckers (PS2, Xbox, GC, PC)
- 2004 Street Racing Syndicate (PS2, Xbox, GC, PC)
- 2005 Ford Mustang: The Legend Lives (PS2, Xbox)
- 2005 Ford vs. Chevy (PS2, Xbox)
- 2005 Big Mutha Truckers 2: Truck Me Harder (PS2, Xbox, PC)
- 2006 Cartoon Network Racing (PS2)
- 2006 Hummer Badlands (PS2, Xbox)
- 2006 The Fast and the Furious (PS2, PSP, Vita)
- 2006 Pimp My Ride (PS2, Xbox 360)
- 2007 Hot Wheels: Beat That! (PS2, PC, Xbox 360, Wii)
- 2008 Ferrari Challenge: Trofeo Pirelli (PS2, PS3, Wii, DS, PSP)
- 2009 Supercar Challenge (PS3, PSN)
- 2010 Ferrari: The Race Experience (PSN, Wii)
- 2011 NASCAR The Game: 2011 (PS3, Xbox 360, Wii)
- 2012 Auto Club Revolution (PC)
- 2012 NASCAR The Game: Inside Line (PS3, Xbox 360, Wii)
- 2013 Ride to Hell: Retribution (PS3, Xbox 360, PC)
- 2013 NASCAR: The Game 2013 (PC)
- 2014 NASCAR '14 (PS3, Xbox 360, PC)
- 2014 Warhammer 40,000: Storm of Vengeance (PC, iOS, Android)
- 2015 NASCAR '15 (PS3, Xbox 360, PC)